# Malanea hypoleuca
Malanea hypoleuca är en måreväxtart som beskrevs av Julian Alfred Steyermark. Malanea hypoleuca ingår i släktet Malanea och familjen måreväxter. Inga underarter finns listade i Catalogue of Life.